# Весёлый (Прохоровский район)
 Весёлый — хутор в Прохоровском районе Белгородской области России. Входит в состав Прелестненского сельского поселения.

## География
Находится в северной части Белгородской области, в лесостепной зоне, в пределах юго-западного склона Среднерусской возвышенности,  у реки Псёл, вблизи административной границы с Курской областью.

### Климат
Климат характеризуется как умеренно континентальный, с относительно мягкой зимой и тёплым продолжительным летом. Среднегодовая температура воздуха — 5,4 °C. Средняя температура воздуха самого холодного месяца (января) — −9,2 °C; самого тёплого месяца (июля) — 16,4 — 24,3 °C. Безморозный период длится в среднем 155—160 дней. Годовое количество атмосферных осадков — 527—595 мм, из которых большая часть выпадает в тёплый период.

## История
В 60-70-х годах XIX века в ходе экономических реформ, из государственных крестьян была выделена группа, получившая название «водворенные на собственных землях» или «участковые четвертные владельцы». Они имели собственные земли, от 10-20 и более десятин земли, которые находились на отдалении от основных населенных пунктов. На этих землях владельцы образовывали новые хутора, получавшие названия по фамилии более зажиточного крестьянина, имевшего самое большое количество десятин.
Курлов, основанный на землях государственных крестьян, сразу стал поселением с постоянным населением.
После 1917 года стали образовываться сельские Советы, но сохранилось и  Ольшанское волостное правление. Курловский сельский совет включал только территорию хутора Курлов, переименованный со временем в хутор Веселый. Число жителей на тот момент составляло 685 человек. В поселении работали кузница и ветряная мельница. В 1925 году начала работу школа, в которой обучалось 75 учеников. На хуторе был организован колхоз им. Сталина, который в 1950-м году объединился с колхозами «Спартак» и «1-е мая» в укрупненный колхоз им. Сталина. 
В годы Великой отечественной войны жители хутора мужественно защищали свою родину от фашистов, многие были удостоены наград.
В 1943 году, во время боёв на Курской дуге, здесь держала оборону 95-я гвардейская стрелковая дивизия. Немного юго-восточнее хутора произошло знаменитое танковое сражение.

## Население
| 2002 | 2010 |
| ---- | ---- |
| 153  | ↘123 |

## Инфраструктура
Личное подсобное хозяйство с зоной сельскохозяйственного использования, индивидуальная застройка усадебного типа.
Основа экономики — сельское хозяйство.

## Транспорт
Остановка общественного транспорта «Весёлый». 